# Selenec (údolí)
Selenec je krátké údolí v jihozápadní části pohoří Velké Fatry na Slovensku.
Původní název údolí je Vlkanová. Údolí začíná v místě, kde se Gaderská dolina větví - v původním směru pokračuje jako Dedošová dolina (Velká Fatra), údolí Selenec je krátkou odbočkou ke skalnímu útvaru Čertově bráně. Údolí vede do národní přírodní rezervace Padva podél potoka Selence. Tato oblast je přísně chráněná a veřejnosti přístupná právě jen cestou okolo Čertovy brány. Za Čertovou bránou má údolí charakter širokého údolí s loukami, ve svém závěru (Padva, Veľká Skalná) se mění na skalní údolí s kasdámi a vodopády.
V údolí Selenec byla natáčena část filmu Dolina z roku 1973.

## Přístupnost
Po  žluté turistické značené trase č. 8648 (jen do krátké části na začátku doliny, k Čertově bráně).

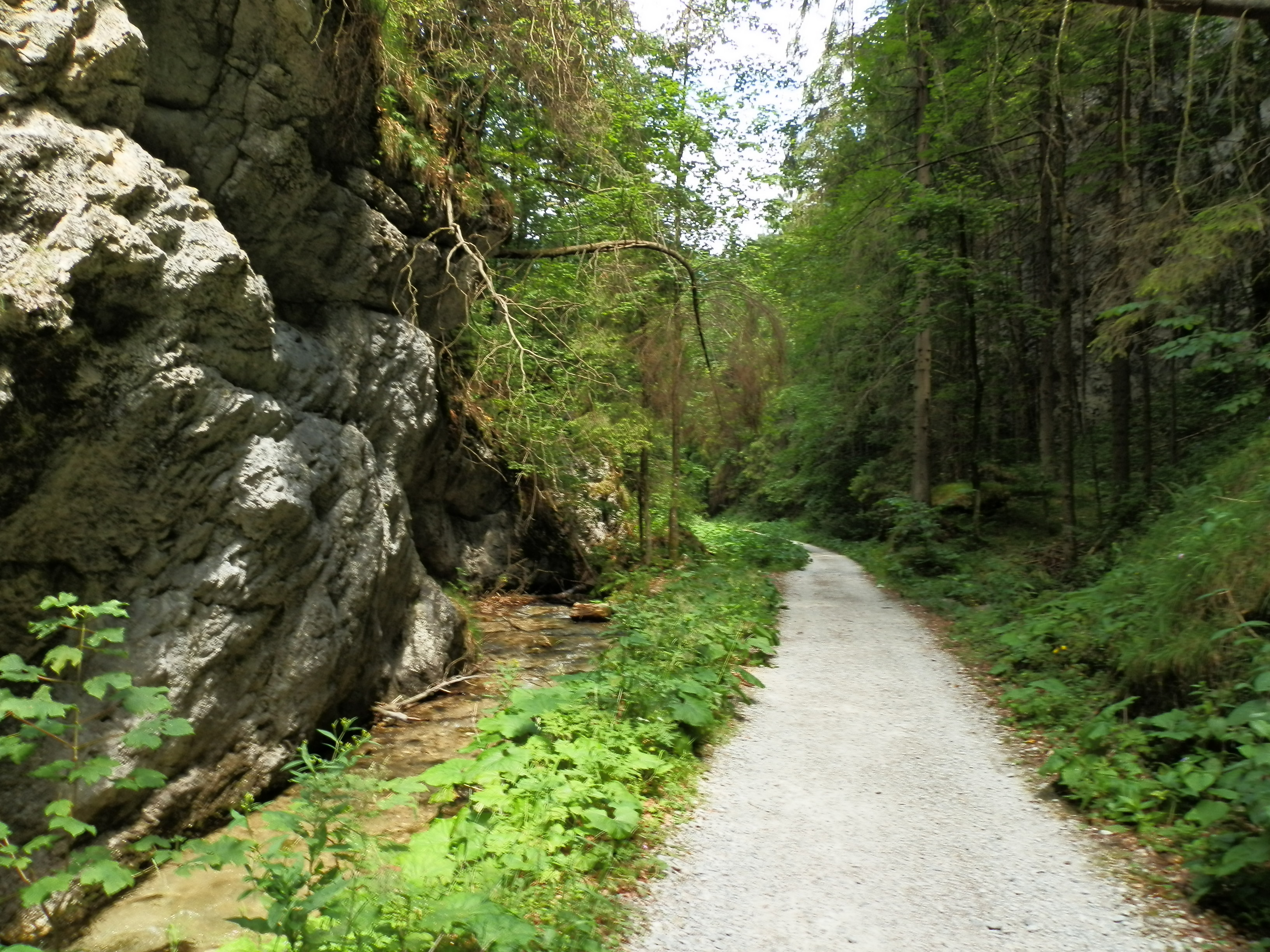
cesta k Čertově bráně
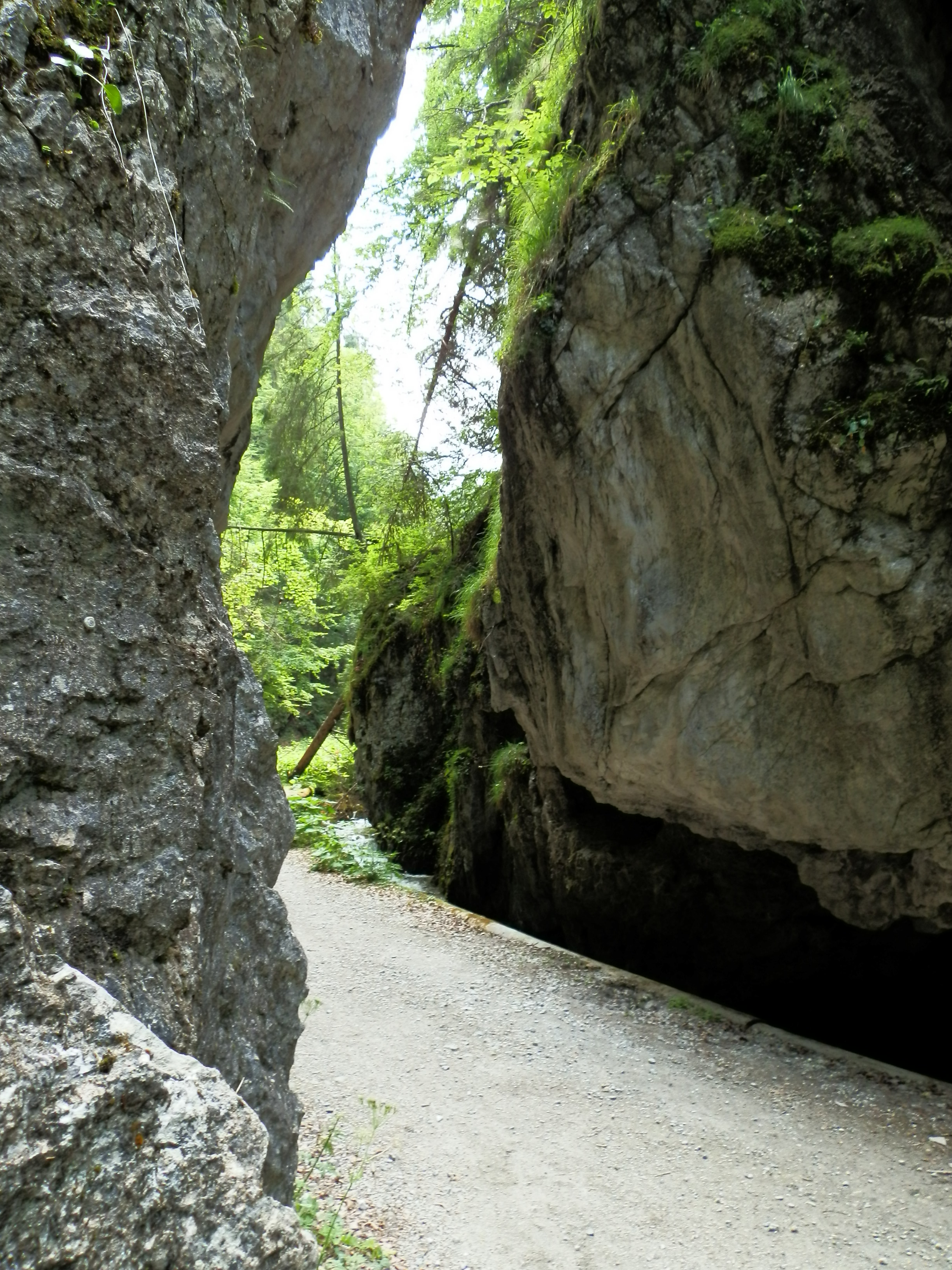
Čertova brána